# Nome (Noruega)
Nome es un municipio de la provincia de Telemark en la región de Østlandet, Noruega. A 1 de enero de 2018 tenía una población estimada de 6609 habitantes.
Se encuentra ubicado al sureste del país, cerca del parque nacional de Hardangervidda y al norte de la costa del Skagerrak.